# IK Göta Ishockey
IK Göta Ishockey är Stockholmsklubben IK Götas ishockeysektion. IK Göta bildades 1 oktober 1900 och tillhör pionjärerna inom svensk ishockey. Klubben tog initiativ till bildandet av Svenska Ishockeyförbundet 1922 och man vann samma år det första svenska mästerskapet, i finalen slog man Hammarby IF med 6-0. Ledare och spelare i klubben gjorde insatser för att sprida kunskapen om ishockey utanför Stockholm, och reste bland annat runt i Norrland och Mellansverige för att lära ut spelet. 
IK Göta har spelat i högsta serien under 34 säsonger och vunnit nio svenska mästerskap, det senaste 1948. Säsongen 1957/1958 åkte klubben ur Division I, och återvände inte. Under 1950-talet förlorades flera ledande spelare till konkurrerande klubbar, främst Djurgårdens IF, varefter klubbens ishockeyverksamhet stagnerade och dalade långsamt i seriesystemet över årtiondena. 
IK Göta gick säsongen 2007/2008 samman med Tranebergs IF och bildade Göta Traneberg IK. Den sammanslagna klubben har ishockeyverksamhet från skridskoskola upp till A-lagshockey, säsongen 2016/2017 i Div 2. Göta Traneberg IK är en av de största klubbarna i Sverige sett till antalet utövare.
Som de allra främsta spelarna under IK Götas storhetstid (1922–1948) kan framhållas Einar "Stor-Klas" Svensson, Einar "Knatten" Lundell, Erik "Jerka" Burman, Georg Johansson-Brandius, Birger Holmqvist, Gustaf "Lulle" Johansson, Kurt Sucksdorff, Yngve Liljeberg, Torsten Jöhncke och Åke "Sparven" Ericson. Andra framstående spelare som spelat med klubben är bland andra Nils Nilsson , Mats Waltin, Thom Åhlund, Patric Blomdahl, Ulf Lindgren (Elitseriedomare), Yngve Casslind, Douglas Murray, Jonas Liwing, Fredrik Näslund, Jacob Josefson, Leif Fredblad och Ove Malmberg.

## Säsonger
Med 34 säsonger i högsta divisionen och nio SM-guld är IK Göta ett av Sveriges mest framgångsrika ishockeylag.
| Säsong                                    | Division            | Placering | Playoff/Kval                                        |
| ----------------------------------------- | ------------------- | --------- | --------------------------------------------------- |
| 1922                                      | Träningsserien      | 3         | SM: Besegrar Hammarby Hockey i finalen, SM-guld     |
| 1923                                      | Klass I             | 1         | SM: Besegrar Djurgårdens IF i finalen, SM-guld      |
| 1924                                      | Klass I             | [ b ]     | SM: Besegrar Djurgårdens IF i finalen, SM-guld      |
| 1925                                      | Klass I             | 1         | SM: Utslagna av Västerås SK i semifinalen           |
| 1926                                      | Klass I             | 2         | SM: Utslagna av Djurgårdens IF i andra omgången     |
| 1927                                      | Klass I             | 3         | SM: Besegrar Djurgårdens IF i finalen, SM-guld      |
| 1927/1928                                 | Elitserien          | 1         | SM: Besegrar Södertälje i finalen, SM-guld          |
| 1928/1929                                 | Elitserien          | 1         | SM: Besegrar Södertälje i finalen, SM-guld          |
| 1929/1930                                 | Elitserien          | 1         | SM: Besegrar AIK i finalen, SM-guld                 |
| 1930/1931                                 | Elitserien          | 4         | SM: Utslagna av Södertälje i första omgången.       |
| 1931/1932                                 | Elitserien          | 4         | SM: Utslagna av AIK i första omgången.              |
| 1932/1933                                 | Elitserien          | 3         | SM: Förlorar finalen mot Hammarby Hockey, SM-silver |
| 1933/1934                                 | Elitserien          | 5         | SM: Utslagna av Reymersholm i första omgången       |
| 1934/1935                                 | Elitserien          | 3         | SM: Utslagna av Karlberg i andra omgången           |
| 1935/1936                                 | Svenska serien      | 5         | SM: Utslagna av AIK i semifinalen                   |
| 1936/1937                                 | Svenska serien      | 4         | SM: Utslagna av Hammarby Hockey i tredje omgången   |
| 1937/1938                                 | Svenska serien      | 3         | SM: Utslagna av Hammarby Hockey i semifinalen       |
| 1938/1939                                 | Svenska serien      | 2         |                                                     |
| 1939/1940                                 | Svenska serien      | 3         | SM: Besegrar AIK i finalen, SM-guld                 |
| 1940/1941                                 | Svenska serien      | 2         | SM: Förlorar mot Södertälje i finalen, SM-silver    |
| 1941/1942                                 | Svenska serien      | 3         | SM: Utslagna av Karlberg i semifinalen              |
| 1942/1943                                 | Svenska serien      | 4         | SM: Förlorar finalen mot Hammarby Hockey, SM-silver |
| 1943/1944                                 | Svenska serien      | 3         | SM: Utslagna av Södertälje i semifinalen            |
| 1944/1945                                 | Division I Södra    | 3         | SM: Utslagna av Hammarby Hockey i semifinalen       |
| 1945/1946                                 | Division I Södra    | 2         | SM: Utslagna av Södertälje i semifinalen            |
| 1946/1947                                 | Division I Södra    | 4         | SM: Förlorar finalen mot AIK, SM-silver             |
| 1947/1948                                 | Division I Södra    | 4         | SM: Besegrar Matteuspojkarna i finalen, SM-guld     |
| 1948/1949                                 | Division I Södra    | 4         |                                                     |
| 1949/1950                                 | Division I Södra    | 4         | SM: Utslagna av Mora i semifinalen                  |
| 1950/1951                                 | Division I Södra    | 4         | SM: Utslagna av Sundbyberg i andra omgången         |
| 1951/1952                                 | Division I Södra    | 6         | nerflyttade                                         |
| 1952/1953                                 | Division II Östra   | 1         |                                                     |
| 1953/1954                                 | Division I Norra    | 4         |                                                     |
| 1954/1955                                 | Division I Norra    | 4         |                                                     |
| 1955/1956                                 | Division I Norra    | 5         |                                                     |
| 1956/1957                                 | Division I Norra    | 5         |                                                     |
| 1957/1958                                 | Division I Norra    | 8         |                                                     |
| 1958/1959                                 | Division II Östra B | 3         |                                                     |
| 1959/1960                                 | Division II Östra B | 3         |                                                     |
| 1960/1961                                 | Division II Östra B | 3         |                                                     |
| 1961/1962                                 | Division II Östra B | 7         | nerflyttade                                         |
| 1962–1966 spelade man i Division III.     |                     |           |                                                     |
| 1966/1967                                 | Division II Södra B | 12        | nerflyttade                                         |
| 1967–1970 spelade man i Division III.     |                     |           |                                                     |
| 1970/1971                                 | Division II Östra B | 6         |                                                     |
| 1971/1972                                 | Division II Östra B | 6         |                                                     |
| 1972/1973                                 | Division II Östra B | 5         |                                                     |
| 1973/1974                                 | Division II Östra B | 10        | nerflyttade                                         |
| 1974–1976 spelade man i lägre divisioner. |                     |           |                                                     |
| 1976/1977                                 | Division I Östra    | 11        | nerflyttade                                         |

Anmärkningar
1. ↑  Deltog med B-laget.
2. ↑  Deltog ej